# Вигин палуби

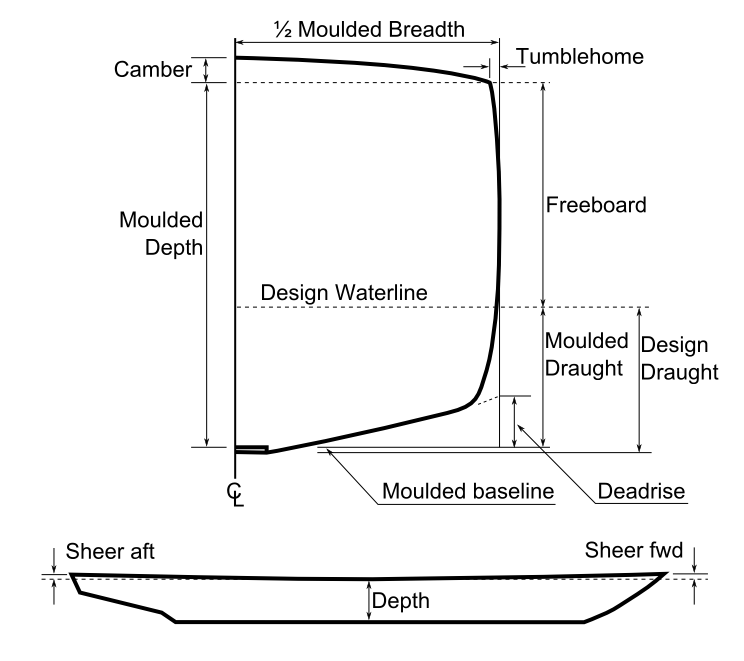
Виміри корпусу судна: camber — вигин палуби

Вигин палуби, вигин бімсів — термін корабельної архітектури, кривина палуби, що йде поперек судна. Утворюється вигнутою догори серединою бімсів. Вимірювання вигину проводиться від горизонталі, проведеної на висоті палуби біля бортів, до висоти палуби в діаметральній площині.
Як і сідлуватість, вигин служить для кращого стоку води, що потрапляє на палубу, крім того, злегка вигнуті бімси, подібно склепінням і аркам, мають більшу міцність.
Практика будування суден з вигнутою палубою йде з доби малих вітрильних кораблів. Нахилені біля бортів краї палуби сприяли швидшому стоку води при заливанні хвилями.